# Droga wojewódzka nr 660
Droga wojewódzka nr 660 (DW660) – droga wojewódzka w województwie warmińsko-mazurskim łącząca DK16 w Olsztynie z DW527 w Olsztynie.

## Miejscowości leżące przy trasie DW660
- Olsztyn (DK16)
- Olsztyn (DW527)